# Ciîsti Luji, Ripkî
Ciîsti Luji (în ucraineană Чисті Лужі) este un sat în comuna Velîkîi Zliiv din raionul Ripkî, regiunea Cernihiv, Ucraina.

## Demografie
Componența lingvistică a localității Ciîsti Luji
     Ucraineană (100%)
Conform recensământului din 2001, toată populația localității Ciîsti Luji era vorbitoare de ucraineană (100%).